# Массовая мобилизация (Французская революция)

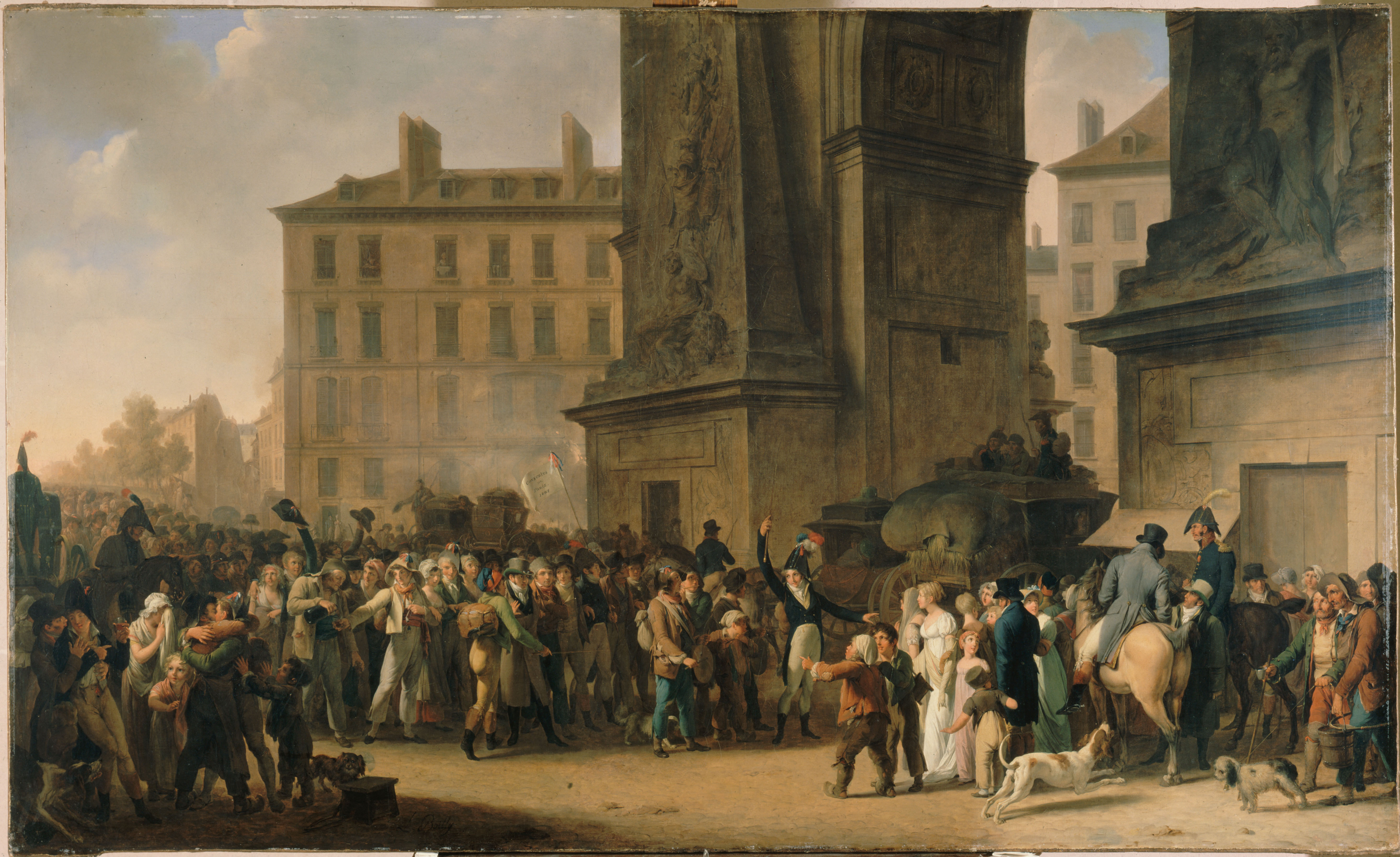
Отбытие призывников 1807 года. Луи-Леопольд Буальи, 1808

Массовая мобилизация, массовый призыв, общая воинская повинность (фр. levée en masse французское произношение: [ləve ɑ̃  mɑs]) — политика принудительного массового призыва в армию всех военнообязанных, не состоящих в браке мужчин в возрасте от 18 до 25 лет, принятая в ходе французской революции в 1793 году. Этот термин может применяться также к другим историческим примерам массового призыва.
Концепция levée en masse возникла как французский термин для массового призыва во время французских революционных войн, особенно в период после 16 августа 1793 года. В годы революции levée en masse стала неотъемлемой частью французской национальной идентичности из-за радикальных отличий в способе формирования армии от тех, что существовали до революции.

## История понятия
Термин  levée en masse обозначает краткосрочный призыв всех трудоспособных мужчин для защиты нации. Применение массовой мобилизации как элемента войны необходимо рассматривать в связи с политическими событиями и развитием идеологии в революционной Франции, в частности, в связи с новой для того времени концепцией гражданина, пришедшей на смену концепции королевского подданного.
Центральное место в обосновании массовой мобилизации занимала та мысль, что новые политические права, предоставленные революцией французскому народу, также создавали новые обязательства народа по отношению к государству. Поскольку отныне под нацией понималось объединение всех граждан, то и защита нации становилась ответственностью всех.
С точки зрения военной истории массовая мобилизация возвещала эпоху народных войн, пришедших на смену ограниченным формам ведения войны, характерным для кабинетных войн XVIII века, когда армии профессиональных солдат воевали между собой без участия населения.
В годы французских революционных войн массовая мобилизация впервые стала способом пополнения регулярной армии. При старом режиме практиковался призыв по жребию в милицию (фр. milice) — то есть в ополчение, которое набиралось в дополнение к постоянной армии во время войны. Такие призывы были непопулярны среди крестьянских общин, на которые падала основная тяжесть призывов. Жалобы на призывы были одной из основных тем в cahiers de doléances, адресованных Генеральным штатам в 1789 году. С началом французской революции призывы в милицию были упразднены решением Учредительного собрания.

## Предыстория
Вопрос о том, каким образом формировать армию, начал дебатироваться среди лидеров Французской революции ещё в 1789 году. В декабре Дюбуа-Крансэ, радикально настроенный политик и бывший королевский мушкетёр, выступал в Учредительном собрании от имени его военного комитета. Он призывал к «народной армии, набранной путём всеобщей воинской обязанности, от которой нельзя было бы уклониться путём покупки замены». Он продолжал: «в стране, которая стремится быть свободной, но окружена могущественными соседями и пронизана тайными подрывными фракциями, каждый гражданин должен быть солдатом, и каждый солдат должен быть гражданином, если Франция не желает быть совершенно уничтожена». Однако в тот момент революционные власти не были готовы к введению всеобщего призыва.
Дальнейшее развитие революции привело к трениям между Францией и её европейскими соседями, которые решили вторгнуться во Францию, чтобы восстановить монархию. Война с Пруссией и Австрией была объявлена в апреле 1792 года. Декреты Национального конвента, например от 19 ноября 1792 года, отражали тот факт, что «депутаты не были готовы проявлять осторожность». В декрете говорилось: «Национальный конвент объявляет, во имя французской нации, что она будет предоставлять братство и помощь всем народам, которые хотят вернуть свою свободу, и поручает исполнительной власти давать необходимые распоряжения, чтобы генералы должны были оказывать помощь этим народам и защищать тех граждан, которые были … или могли быть … подвергнуты преследованиям за свою приверженность делу свободы. Национальный конвент постановляет, чтобы исполнительная власть обязала генералов печатать и распространять этот декрет на всех языках и во всех странах, во владение которыми они вступили». Этот декрет показывал иностранным державам, а именно Англии, что Франция планировала активные завоевания, а не только политические реформы на своей собственной земле.
Французская армия в то время представляла собой смесь из остатков старой профессиональной армии и революционных добровольцев. Эта разношёрстная армия была распределена вдоль французской границы и к началу 1793 года стало ясно, что новому режиму нужно намного больше солдат. 24 февраля Национальный конвент принял декрет о призыве около 300 тысяч человек изо всех французских департаментов согласно установленной квоте. К марту 1793 года Франция воевала с Австрией, Пруссией, Испанией, Великобританией, Пьемонтом и Соединенными провинциями. В Вандее попытка призыва привела к обострению недовольства политически и религиозно консервативного населения. 11 марта это недовольство вылилось в открытый мятеж — всего через несколько дней после того, как Франция объявила войну Испании, усилив нагрузку на и так ограниченные ресурсы революционной армии. По некоторым данным, фактически были призваны лишь около половины от плановых 300 тысяч человек, что позволило увеличить численность армии примерно до 645 тысяч к середине 1793 года. Военная ситуация продолжала ухудшаться, особенно после падения Майнца под ударами коалиционных армий 23 июля 1793 года.
В ответ на эту отчаянную ситуацию парижские секции и федераты потребовали, чтобы Конгресс принял декрет о массовой мобилизации. Член Национального конвента Бертран Барер потребовал принятия «декрета с торжественным заявлением о том, что весь французский народ собрался подняться для защиты своей независимости». 16 августа Конвент заявил о готовности декретировать всеобщую мобилизацию.

## Декрет о массовой мобилизации

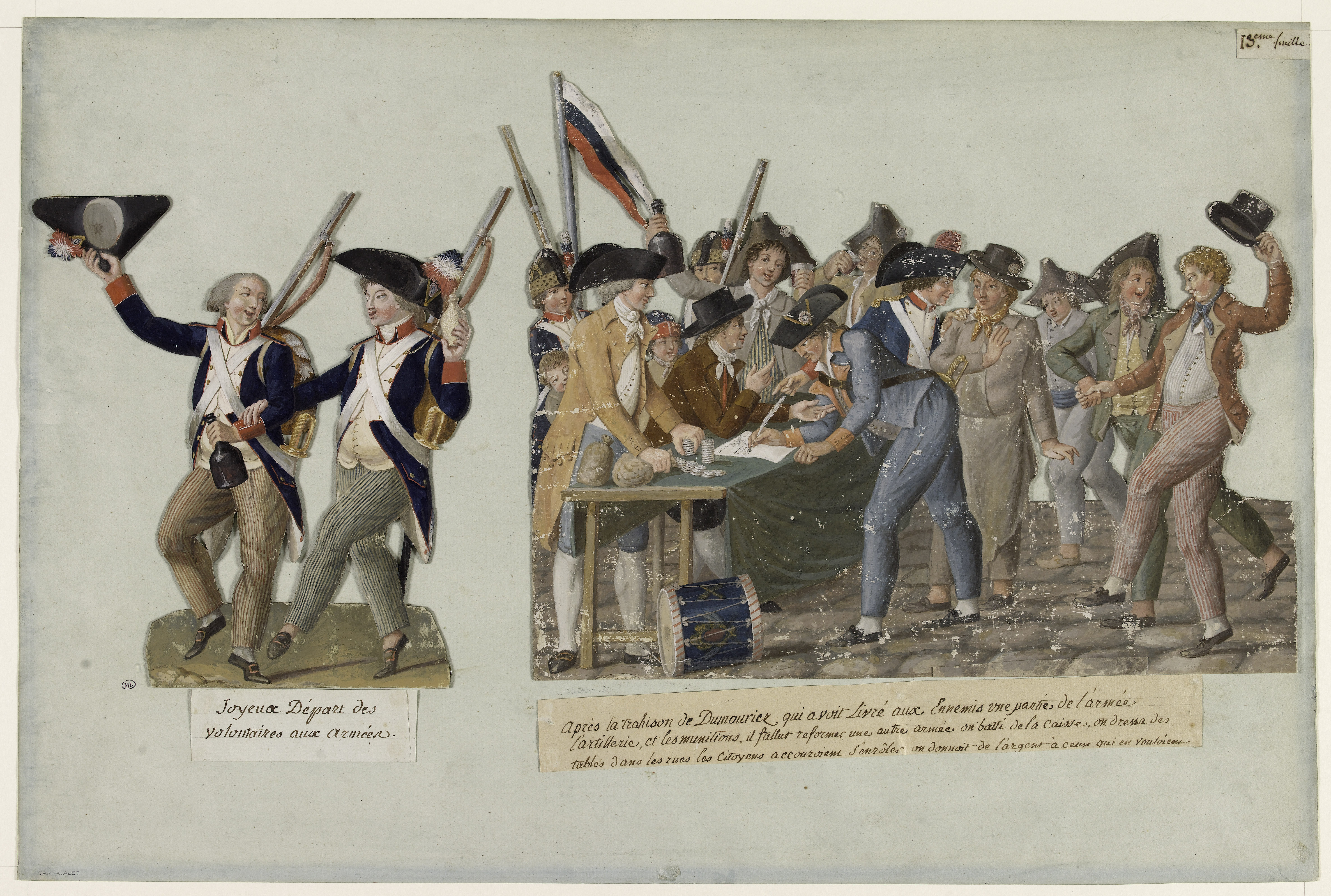
Массовая мобилизация в 1793 году

Декрет, подготовленный Барером совместно с Карно, был принят Национальным Конвентом 23 августа 1793 года. Декрет был составлен в звучных фразах, начинаясь словами:

«С настоящего момента и до тех пор, пока враги не будут изгнаны из пределов территории Республики, все французы объявляются в состоянии постоянной реквизиции. Молодые люди пойдут сражаться на фронт; женатые должны ковать оружие и подвозить продовольствие; женщины будут готовить платки, одежду и служить в госпиталях; дети – щипать корпию из старого белья; старики заставят выводить себя на площади, чтобы возбуждать в воинах храбрость, ненависть к королям и мысль о единстве Республики».
Оригинальный текст (фр.)
Dès ce moment, jusqu'à celui où les ennemis auront été chassés du territoire de la République, tous les Français sont en réquisition permanente pour le service des armées.
Les jeunes gens iront au combat; les hommes mariés forgeront des armes et transporteront des subsistances ; les femmes feront des tentes, des habits et serviront dans les hôpitaux ; les enfants mettront les vieux linges en charpie, les vieillards se feront porter sur les places publiques pour exciter le courage des guerriers, la haine des rois et l'unité de la République.

Все неженатые трудоспособные мужчины в возрасте от 18 до 25 лет были немедленно призваны к военной службе. При этом значительно возросла численность армии, достигнув пика около 1,5 млн человек в сентябре 1794 года, хотя в боевых действиях, вероятно, участвовали не более 800 тысяч человек. Кроме того, декрет означал, что большая часть гражданского населения была превращена в службу обеспечения армии, включая производство вооружений и другие военные отрасли, а также поставки продовольствия и амуниции для фронта. Как выразился Барер, «…всех французов, обоих полов, всех возрастов нация призвала защищать свободу».

## Призыв
По мнению историка Говарда Брауна, «паническая реакция французского государства на созданный им самим кризис привела к излишнему наращиванию военной мощи. Вражеские силы включали в себя не более 81 тыс. австрийцев и пруссаков, 6 тыс. гессенцев и несколько тысяч эмигрантов. Против этих незначительных сил Франция решила мобилизовать армию в 450 тыс. человек, больше, чем любая армия, которую до той поры видела Европа». В зависимости от источника, оценка числа призывников колеблется от 750 до 800 тыс. Эту оценку нельзя подтвердить, поскольку тогдашнее французское правительство было не в состоянии собрать точные данные. Один источник сообщает, что в феврале 1793 года под ружьём было 361 тыс. человек, в январе 1794 года 670,9 тыс., в апреле 1794 года 842,3 тыс., максимум в 1 108,3 тыс. человек был достигнут в сентябре 1794 года. «Однако эти цифры стоят очень мало», поскольку «включают в себя всех, кто был в списках находившихся на государственном довольствии, в том числе больных, попавших в плен и даже дезертиров… Наиболее точная оценка находившихся на активной службе [в 1794 году] — это, видимо, 800 тыс. человек». Согласно другим источникам во французской армии в тот момент служили 750 тыс. человек.
При взгляде на состав призывников можно увидеть, что большинство из них — это крестьяне, а не представители третьего сословия и городских рабочих, которым были даны особые привилегии и льготы. Например, богатый человек мог купить себе замену (фр. remplaçant), заплатив бедному мужчине, чтобы тот занял его место. Мужчины, которые занимали рабочие места в городских конторах, также были освобождены от службы во французской армии, как и те мужчины, которые умели читать и писать и работали в государственных учреждениях.
Общий состав призывников был неравномерно распределен между различными регионами Франции. Ожидалось, что будет призван один мужчина на каждые 138 жителей, однако в действительности регионы не следовали этому правилу. Были департаменты, которые призвали в среднем больше людей, такие как Пюи-де-Дом, Верхняя Луара и Йонна, которые находятся в центральной части Франции, в то время как другие департаменты отправляли меньше призывников, чем ожидалось, такие как Сена, Рона, и Атлантические Пиренеи — эти департаменты расположены дальше от столицы Франции и её центральных властей.
Многие из призывников дезертировали в надежде не быть пойманными. В 1800 году военный министр Карно сообщал, что общая численность дезертиров составляла 175 тысяч человек. Его оценка была основана на численности тех, кто желал воспользоваться объявленной в том году амнистией. Как и в случае с численностью призванных, количество дезертиров различалось в зависимости от департамента. А.-А. Аржанвилье в своей работе «Compte général de la conscription» произвёл детальный статистический анализ в разбивке по департаментам с 1798 по 1804 годы, чтобы показать, что доля дезертиров от общего числа призывников зависела от департамента — в одних оно было небольшим, в то время как в других доля дезертиров доходила до 60 процентов.

## Последствия
Несмотря на пропаганду, массовый призыв не пользовался популярностью; дезертирство и уклонение были повсеместны. Тем не менее, предпринятых усилий оказалось достаточно, чтобы переломить ход войны, так что необходимости в новых массовых мобилизациях не было вплоть до 1797 года, когда была учреждена постоянная система призыва в армию. Результатом массовой мобилизации стало создание французской национальной армии, которая состояла из граждан, а не из наёмников, как это было обычной практикой того времени.
Основной итог массовой мобилизации — надежная защита французских границ от всех внешних врагов, удивил и потряс Европу. Ещё одним итогом массовой мобилизации стало то, что резкое увеличение численности революционной армии (даже за счёт призыва неподготовленных мужчин) вынудило противников Франции ввести гарнизоны во все крепости и расширить свои собственные постоянные армии, что выходило далеко за пределы способности этих государств платить профессиональным солдатам.
Массовый призыв также предоставил людям, ранее не имевшим военного опыта, возможность продемонстрировать свои таланты, что позволило французской армии построить сильные офицерские и унтер-офицерские кадры.
Хотя массовая мобилизация не была новой идеей (о ней писали, например, Платон и Уильям Джонс, который считал, что каждый взрослый мужчина должен быть вооружён мушкетом за государственный счёт), на практике она редко встречалась до Французской революции. Массовая мобилизация стала ключевым фактором в современных войнах и привела к увеличению размеров армий в каждой последующей войне, вылившись в такие гигантские конфликты, как Первая и Вторая мировые войны.